# 香港有線電視

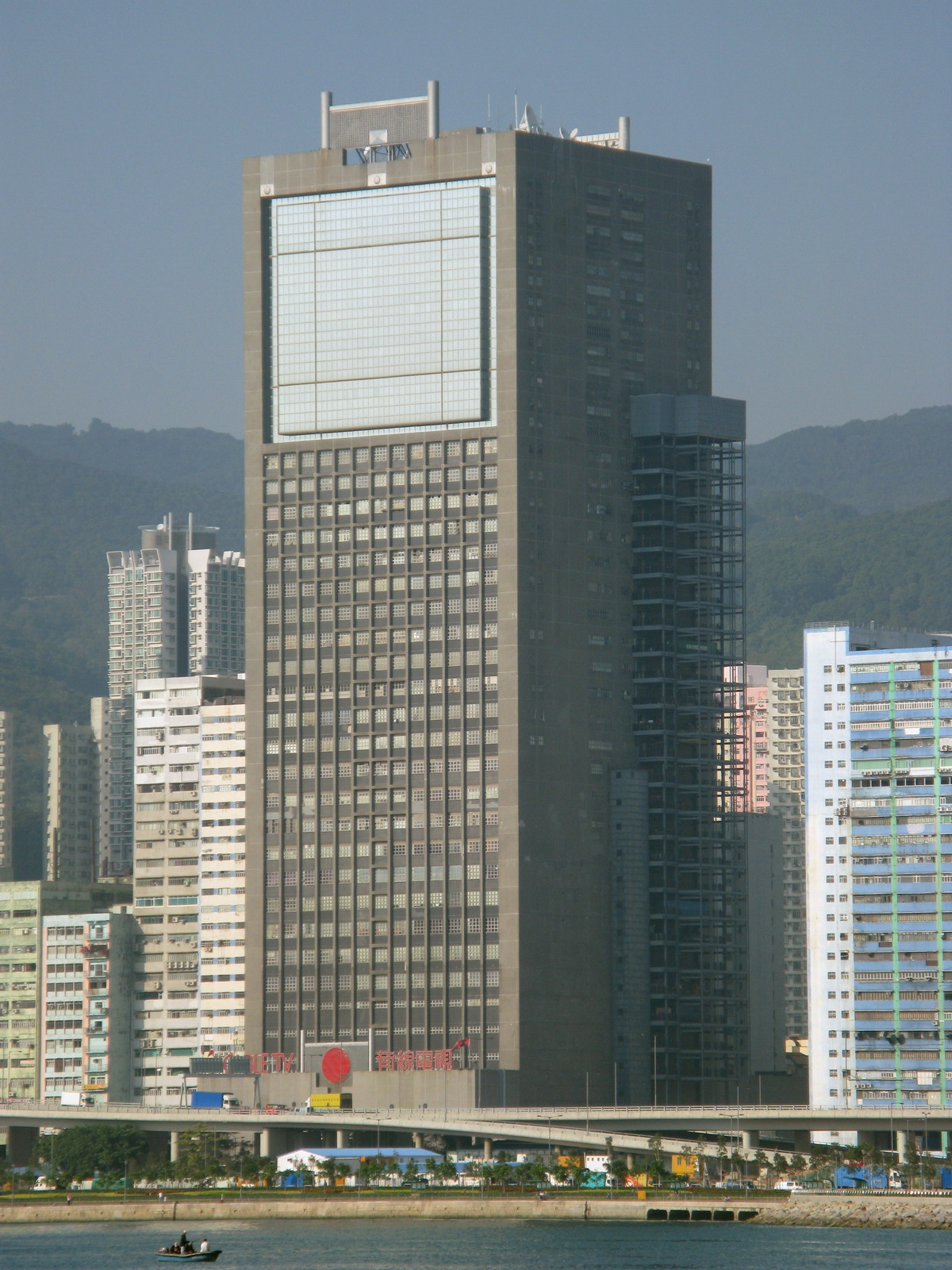
香港有線電視總公司所在地：有線電視大樓（荃灣海盛路9號）

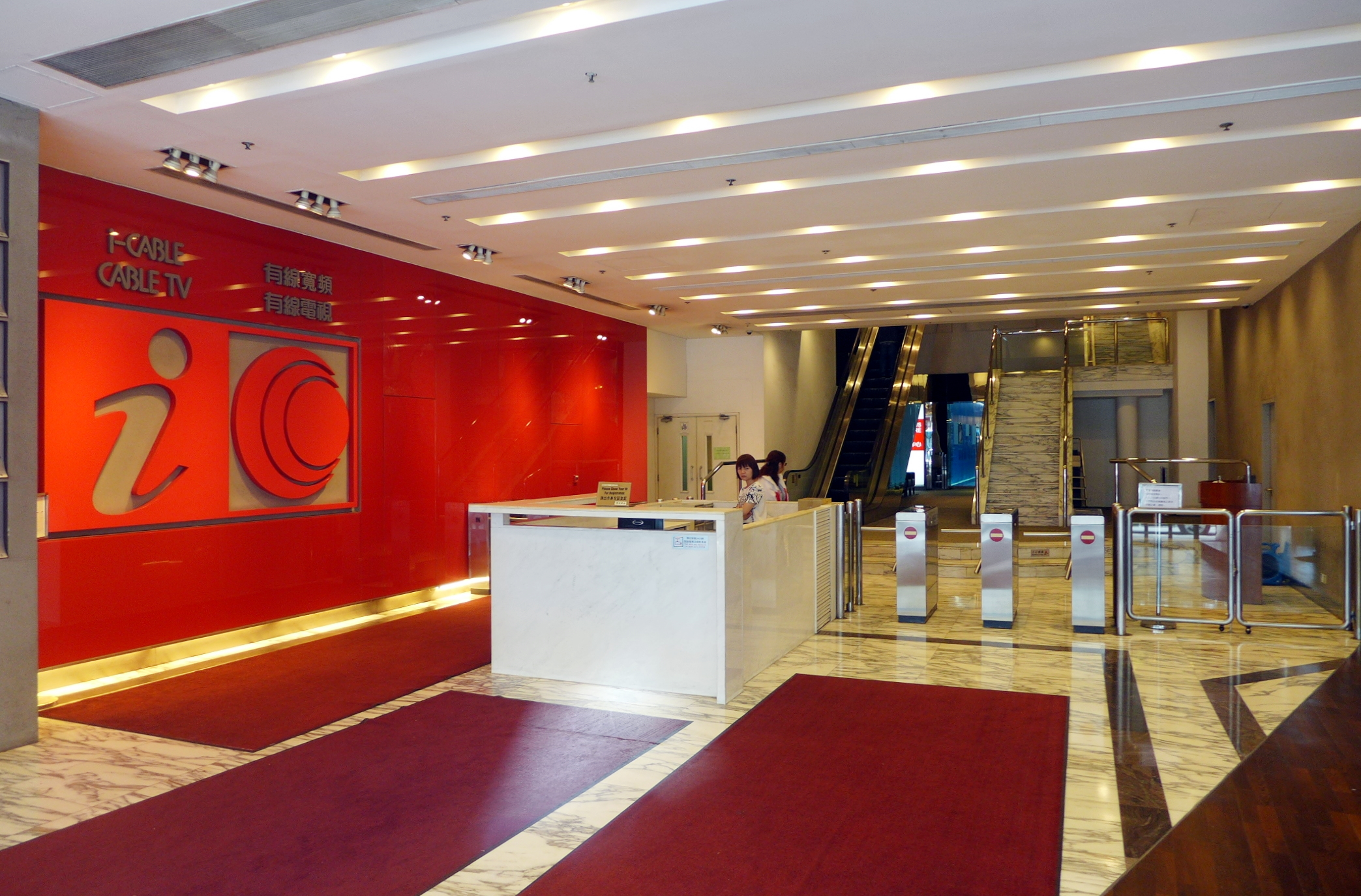
有線電視大樓地下大堂

香港有線電視（前稱九倉有線電視），是一間香港已結束營運的收費電視。於1993年10月31日啟播，是由香港有線電視有限公司（Wharf Cable Television Limited）營運，獲得香港政府批准約達12年的專營權（其後獲批延續12年）。
2023年2月14日，政府宣佈批准有線電視申請放棄收費電視牌照，有線的收費電視已於6月1日停播。
有線電視播放的電視頻道曾達134條（除免費電視外，絕大部份皆已停播），曾為全港電視台之冠，然而這個紀錄於2006年5月10日在now TV和無綫網絡電視的合作下打破。現在有線電視擁有多條自製24小時播放的頻道，提供新聞、娛樂和體育節目。
現時有線電視的主打頻道，包括HOY TV、HOY資訊台以及HOY國際財經台。另有多條外購的娛樂、紀實、體育、國際新聞頻道等等，使用國語及英語等語言播放（大部分都因有線收費電視業務停運而停播）。
有線電視曾有最多100萬位用戶。截至2018年6月下旬，用戶數量下降至80多萬，按年下跌6.3%。相對now TV，有線電視的用戶數量有所下降。

## 概況
1993年3月31日，港英政府邀請九龍倉集團申請收費電視牌照。1993年6月30日，「九倉有線電視有限公司」（英語：Wharf Cable Limited）獲發收費電視牌照，專營權12年。
1993年10月31日，九倉有線電視正式開播，初期只於沙田及荃灣以微波傳送節目，只有2000戶可接收觀看；同時，受政府條款限制，不能播放宣傳廣告。有線電視啟播時共有8個有線電視節目頻道
- 有線動向台（有線模擬 05）：每日24小時播放有線節目動向及提供其他節目台的預覽畫面
- 有線電影台（有線模擬 06）：每日24小時播放中外不同語言和題材的電影
- 有線壹級台（有線模擬 07）：播放粵語短篇劇集、電視電影及綜藝節目
- 有線新聞台（有線模擬 08）：香港電視史上首個24小時新聞頻道
- 有線兒童台（有線模擬 09）：播放自家製兒童節目及卡通片
- 有線體育台 ESPN（有線模擬 10）：播放本地及國際不同體育賽事
- 有線YMC台（有線模擬 11）：音樂頻道，主力推介本地及歐美流行曲，亦培訓VJ擔任節目主持
- 有線英語新聞台 CNNI（有線模擬 12）

1994年，有線電視訊號覆蓋至全港100萬個家庭用戶。同年新增3個有線電視節目頻道。
- 有線進修台（有線模擬 13）：主打紀錄片及教育資訊節目
- 有線婦女台（有線模擬 14）：主打適合女性收看的軟性生活娛樂節目
- 有線寰宇台（有線模擬 15）：為英語頻道，主打自家製英語新聞資訊及文化節目

同年亦引入香港首個自選影像（Pay-Per-View）服務，合共有4條頻道，命名為“自選影院”，播放剛在電影院上映的電影及成人節目。
1995年9月，博彩頻道18台啟播。同年，有線電視完成光纖主幹鋪設，開始連接大廈內的同軸電纜（公共天線），組成光纖同軸網絡，為用戶提供互動電視服務。截至2009年，光纖同軸網絡覆蓋全港95%家庭用戶。
1997年5月7日，隨著立法局通過收費電視附屬條例，有線電視部份頻道容許播放宣傳廣告，並安排每小時分四節，播放共5分鐘的廣告。到同年7月全面開展電視廣告業務。
1998年10月31日，九倉有線電視5週年台慶，宣佈將名稱更改為「香港有線電視有限公司」（Hong Kong Cable Television Limited），改名手續仍在申辦中，但官方刊物已採用新名，淡化九龍倉集團成員公司的色彩、強化香港唯一有線電視公司的形象。
2001年8月，有線電視秏資5億港元，把電視訊號逐步由模擬廣播轉為數位廣播，啟動儀式在2001年12月7日於赤柱馬坑進行，工程於2005年初完成，成為香港首家利用數位廣播的電視台。同年，有線電視成立覆蓋整個亞洲及北美洲的華語衛星電視頻道「新知台」。2004年9月14日，有線電視獲香港特別行政區行政會議批准，推出人造衛星傳送電視頻道服務，提高覆蓋範圍。
2004年，有線電視曾以31－34頻道轉播以下香港四條地面電視（免費電視）頻道：
- 亞洲電視本港台（免費模擬 02）
- 亞洲電視國際台（免費模擬 04）
- 無綫電視翡翠台（免費模擬 01）
- 無綫電視明珠台（免費模擬 03）

2004年9月，無綫電視外事部表示將入稟香港高等法院，控告有線電視直播旗下兩個免費頻道有侵犯版權之嫌，遂申請禁制令並要求有線賠償損失。有線電視外事部指同年5月曾去信無綫於有線頻道轉播免費電視的安排，但無綫一直沒有回應。遭接侵犯版權指控後，有線在同年9月下旬宣佈即時停止轉播無綫節目；有線解釋，傳送無綫和亞視的訊號，純為方便觀眾改善免費電視訊號的接收，有線並無因而獲得任何商業利益。

### 董事局及機構一覽
吳天海1999年起擔任有線電視董事兼行政總裁，並於2001年8月起出任董事局主席兼行政總裁。其他董事局成員包括關則豪、何定鈞、吳勇為、楊國琦及徐耀祥。

### 架構重組
有線電視在2006年1月3日進行架構重組，成立三個新公司，分別為「香港有線新聞有限公司」（i-CABLE News Limited）、「香港有線體育有限公司」（i-CABLE Sports Limited）以及「香港有線娛樂有限公司」（i-CABLE Entertainment Limited），為有線寬頻通訊有限公司的全資附屬公司。這三間公司成為有線新聞資訊、有線體育和有線娛樂頻道的主要頻道內容供應商，有線電視為這三間公司提供播放平台。

### 公司現金流惡化
有線電視自2008年起開始虧損，過去7年半累積虧損超過12億元。到2015年中期業績公司虧損擴大至1.21億元，較2014年同期的2300萬元虧損，急增近4.3倍。現金流亦急劇惡化，銀行存款及現金由去年12月底止之6200萬元，大跌至2015年6月底的1800萬元。即使股權易手，2018年虧損更擴大至4.56億元。但主席邱達昌表示有線的融資問題已經解決。

### 股權易手
2017年3月9日，九龍倉集團於其業績報告中表示，與有線寬頻潛在買家的商討已全部終止，並未達成出售協議。除現行由九龍倉提供的4億融資資金承擔外，九龍倉未來無意再增持有線股權及提供任何進一步資金承擔。
與此同時，有關的收費電視牌照於2017年5月31日屆滿，行政會議已于2016年12月批准續牌12年，由今年6月1日開始至2029年5月31日結束。九龍倉主席吳天海指，有線會在短時間內探討市場會否有其他資金繼續支持營運。有線現有90多萬用戶及2300的員工未知去向。
有線電視因九龍倉暫停注資而面臨「熄燈」危機，新聞台高層趙應春接受訪問時透露，有感興趣投資者已和董事局商討一段時間，「差距拉近了，仍然距離成事有一段距離。」他說，最遲4月26日將決定電視台去留，因為屆時要回覆政府會否申請收費電視牌照續期。
2017年4月20日，有线宽频发布公告，香港地产发展商新世界发展主席郑家纯、远东发展主席邱达昌等持有的永升（亚洲）有限公司将成为有线宽频大股东。完成后，永升将持有有线宽频约54.02%股份，郑家纯间接持有24.58%股份，九龙仓集团的持股比例则会大幅降至6.76%。其后有线宽频于2017年5月29日召开股东大会，批准了这一收购案，目前正待通讯事务管理局批准。
2017年7月20日，通訊事務管理局原則上批准永升入股有線寬頻，通訊局信納永升成為有線電視及奇妙電視的新投資者後，將符合《廣播條例》（香港法例第562章）及相關電視廣播牌照的各項規管要求。

### 裁員
2019年3月20日，有线宽频公布全年業績，指業務訂戶減少5萬名至80萬名。公司同時宣布裁員102人，包括節目製作部、製作統籌部、網絡維修及安裝部以及企業支援等部門，佔整體員工約6%。

### 終止傳送收費電視訊號
2023年2月14日，有線電視免費電視牌照的申請及HOY TV母公司有線寬頻宣布提早向政府須同月前交還收費電視牌照，同日獲會同行政會議通過，同年6月1日起午夜，正式結束終止傳送之收費電視廣播。該牌照有效期由2017年6月1日開始，原定至2029年5月31日結束後。以停播的消息公佈後，集團仍然未能提供受影響的綜合服務客戶數目。民主派消費者權益政策前發言人袁海文憂慮用戶退款安排會出現爭議，認為公司需要交代退款安排。而有線即日起至5月底開放10條娛樂、電影、兒童及紀實等類別的收費頻道，予所有住宅收費電視用戶收看以答謝用戶支持。而收費電視廣播服務牌照終止後，有線只保留3個平台，包括提供新聞和財經的“有線新聞”，提供娛樂的“HOY TV”和賽馬資訊的“有線18寶”和“賽馬GPS”。

## 歷史及發展

### 新聞平台的發展
主條目：香港有線新聞有限公司

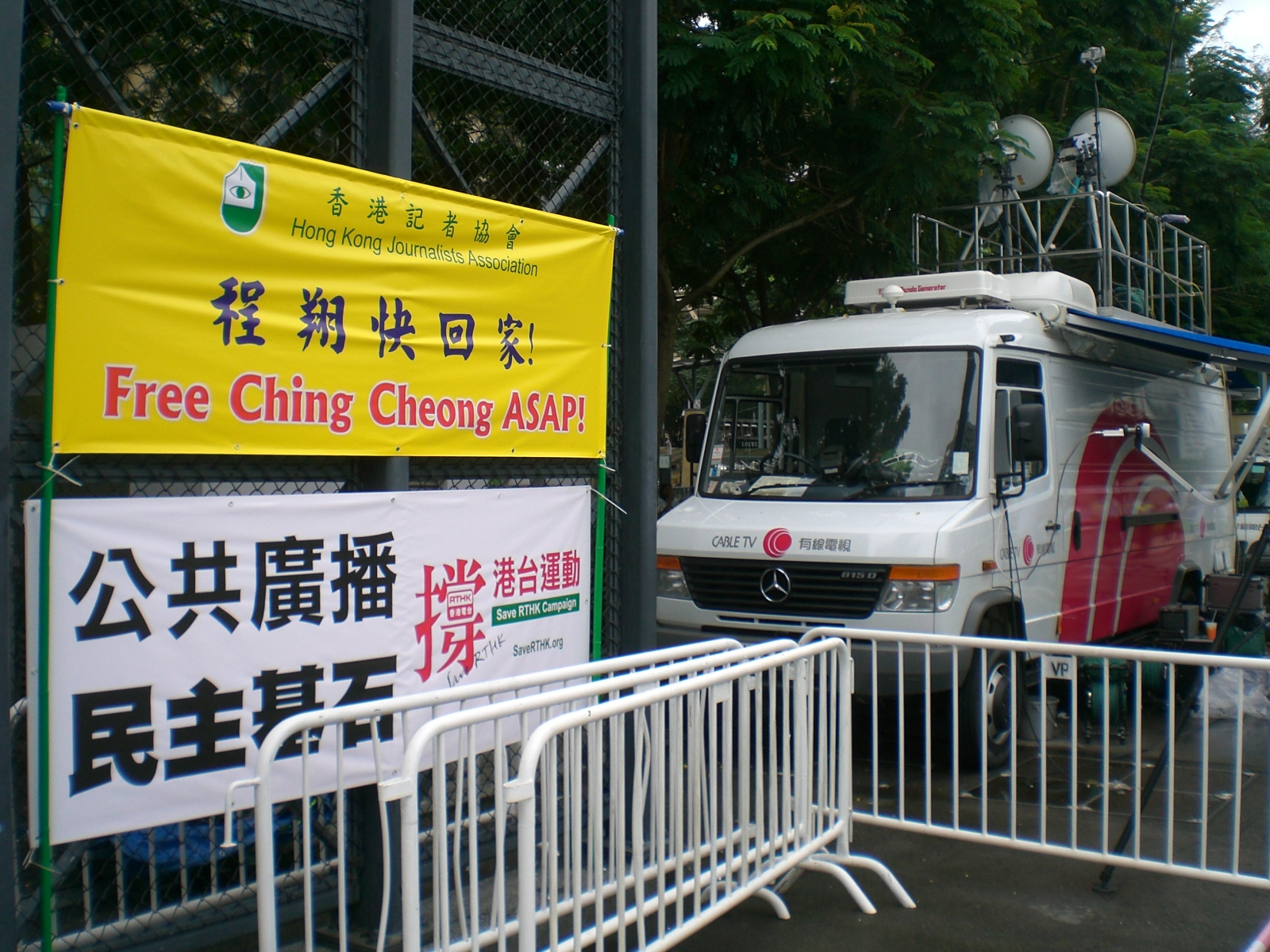
2007年香港有線電視的採訪及直播用車輛（右）

- 1993年，有線電視啟播。開始播放英語新聞台 CNNI（轉播美國CNN國際新聞台）、新聞台 BBC WSTV（轉播英國廣播公司世界電視服務（BBC World Service Television））及新聞台。
- 1995年6月1日，有線電視將原有的新聞台一分為二，新聞一台主要播放新聞、時事分析及財經、樓盤資訊節目，新聞二台則變成香港首個24小時報導即時新聞的頻道。另外亦設寰宇台，提供自家製英語新聞資訊。
- 2002年起，有線電視開始陸續播放多條收費外語新聞頻道。[19]
- 2005年4月，新聞二台創下首個粵語新聞台連續10萬小時播放的世界紀錄。
- 2006年1月3日，新聞一台改稱財經資訊台，新聞二台則改稱為新聞台。
- 2007年4月16日，財經資訊台改革，星期一至五24小時播放財經節目，星期六及日則播放資訊節目。
- 2008年12月10日晚上7時起，新聞台使用全新的主播台並更換新聞跑馬燈樣式。
- 2015年12月31日，有線新聞台改為高清播放，但需申請高清服務才可收看。
- 2016年11月28日，有線財經資訊台改為高清播放，但需申請高清服務才可收看。
- 2018年5月24日，有線直播新聞台改為高清播放，但需申請高清服務才可收看。

其他自製頻道方面:
- 2003年，天氣台开播，提供世界主要城市天氣预报和香港天氣预报。

港島交通台（第4頻道）及九龍交通台（第5頻道）啟播，24小時透過本台及運輸署多部攝影機直播交通情況。
- 2005年初，設立有線直播新聞台，專門直播新聞發佈、立法會會議和世界重要事件。
- 2006年5月，港島交通台（第4頻道）和九龍交通台（第5頻道）分別改為新界交通台（沙田及荃灣）及新界交通台（屯門公路）。
- 2009年8月1日，新界交通台（沙田及荃灣）及新界交通台（屯門公路）停播。

### 體育平台的發展
自啟播起，有線電視便設立了香港首個粵語體育頻道，此外也於該台部份時段播放由ESPN所製作的節目至1999年中。

#### 足球節目
- 1993年開始，有線電視已設立體育台，開始直播世界多項高水平的足球聯賽及盃賽，包括德國足球聯賽及日本職業足球聯賽為主。另外，亦會撥出部份時段予ESPN，播放英格蘭超級聯賽（英超）、意大利足球聯賽、西班牙足球聯賽、英格蘭足總盃、歐洲足協盃、洲際國家盃及多項盃賽例如世界盃外圍賽、世界盃、國際友誼賽等（在2001年播映ESPN及衛視體育台之前，這些賽事以往安排在體育一台播放）。
- 1995年，有線電視取得美洲國家盃決賽週全部賽事的香港區獨家直播權。為有線電視開台後首個大型直播賽事，並為此大肆宣傳，更請來時任立法局議員詹培忠大派獎金，成為一時佳話。
- 自1996年起，有線電視先後購入多項高水平的足球聯賽及盃賽直播權，包括英格蘭超級聯賽、西班牙甲組足球聯賽及意大利甲組足球聯賽的獨家播映權。
- 同年，有線電視在大型足球賽事方面，連續獲得3屆（其餘兩屆分別於2000年及2004年舉行）歐洲國家盃決賽週全部賽事的香港區獨家直播權，改變了香港觀眾以往只能收看錄影盃賽的局面。
- 1999年10月28日，有線電視購入了世界盃2002年及2006年決賽週全部賽事的香港區獨家直播權。
- 2001年3月8日，有線電視與衛星電視ESPN及衛視體育台達成協議，成功把英格蘭超級聯賽、西班牙甲組足球聯賽等大型賽事重新納入有線。[20]
- 2003年9月，有線電視取得西甲的獨家播映權，並設立專播西甲及部份其他足球賽事的足球台，令有線電視成為香港直播最多足球賽事的電視台。
- 2004年7月，有線電視再次取得三季 （2004-2007）英格蘭超級聯賽的獨家播映權，並設立專播英超的英超台，並購入NBA TV國際頻道的播映權，成為NBA TV的7個合作伙伴之一。从此，有線電視能夠播出英超賽事外（包括英格蘭聯賽盃賽事，但不包括英格蘭足總盃賽事），每週直播NBA TV六場籃球賽事。
- 2006年6月，有線電視在2006年世界盃足球賽時引入由紅蜂媒體(前身為BBC Broadcast)所研製的虛擬空間軟件“無敵比亞路”。由於有線稱Piero為無敵比亞路，令人以為無敵比亞路是為迪比亞路(Alessandro Del Piero)命名，誤寫成無迪比亞路。另外，原本軟件用作回顧每周賽事之用，但最後有線決定在中場休息及比賽結束後作為即時分析賽事。評述員丘建威形容當時只能利用自己對教練及球員的認識，並臨場進行講解。其後英國公司更向有線取經。[21]
- 2006年11月16日，因英超香港的轉播權被電訊盈科奪得，有線電視失去2007-2010年三季的英超獨家播映權。
- 2007年6月10日，有線電視奪得2010年世界盃足球賽香港獨家轉播權[22]，但是有線電視無法像以往完全享有獨家轉播權，因為國際足協修訂的收費電視獨家播映權條款要求，收費電視需提供22場賽事給免費電視播放。但有線電視聲稱這些事全由有線電視自行決定，最終有線利用該條款沒有法律約束力的漏洞，導致香港免費電視1場都無得播，成功大力衝擊亞洲電視的收視，而對無綫電視的收視則影響不大。[23]
- 2008年3月19日，香港有線體育有限公司取得2009-2012年歐洲聯賽冠軍盃、歐洲足協盃（2009-2010年改制後稱歐霸盃足球聯賽）及歐洲超級盃所有媒體平台之獨家播映及展示權。
- 2009年11月16日，有線失去英超直播權三年後，有線寬頻通訊有限公司（有線寬頻）取得2010-2013年連續三季英格蘭超級聯賽之香港獨家直播權[24]，不過有線要求客戶須先申請英超最強組合，並於賽事前須多付50港元方可收看，如要收看高清頻道，須再多付80港元，引起部份有線用戶不滿[25]。
- 2011年4月20日，香港有線體育有限公司再度取得2012-2015年歐洲聯賽冠軍盃、歐洲足協盃（2009-2010年改制後稱歐霸盃足球聯賽）及歐洲超級盃所有媒體平台之獨家播映及展示權。
- 2012年1月3日，香港有線體育有限公司再度取得2012-2015年德國甲組足球聯賽香港區獨家播映權。
- 2012年1月22日，有線電視将会在hd204播出3D英超赛事。[26]
- 2012年11月14日，因英超香港的轉播權被電訊盈科奪得，有線電視失去 (2013-2016) 三季的英超獨家播映權。
- 2013年5月22日，因無綫宣布取得2014年巴西世界杯香港區獨家播映權，有線電視未能連續四屆播映世界杯賽事。[27]
- 2014年5月27日，有線寬頻有限公司宣布，取得「2016 歐洲國家盃」外圍賽及「2018 FIFA 世界盃」歐洲區外圍賽所有香港媒體獨家播映及展示權。[28]
- 2014年8月19日，有線寬頻有限公司宣布，與歐洲足協達成協議，有線續為2015年至2018年三屆「歐洲聯賽冠軍盃」（歐聯）在香港的獨家播映機構，播映權涵蓋電視、新媒體及移動平台等所有媒體。自2009/10年球季起，直至2018年，有線將連續九屆獨家播映此項由歐洲頂級球會角逐的最崇高榮譽。[29]。
- 2015年8月31日，有線寬頻有限公司再度成為德國甲組足球聯賽（德甲）香港區播映機構之一，[註 2]球迷可繼續於有線體育平台，收看2015/16及 2016/17兩季「德甲」直播，有線體育平台播映「德甲」，全季直播超過200場激戰，每輪可直播多達8場賽事。今季「德甲」每周賽事編排一如以往於香港時間周五深夜，周六、周日晚上及午夜各有特定比賽時段，除指定的單一場次外，如遇有開賽時間重疊的賽事，有線將挑選箇中激戰，安排於各體育頻道分途直播。[30]
- 2015年9月，因英超香港的轉播權被樂視體育香港奪得，且與now TV達成收費電視以及免費電視轉播權協議，有線電視無法重奪英超獨家播映權。
- 2017年8月24日，有線電視公布從8月25日起播映「德國甲組足球聯賽」（德甲），球迷可繼續於有線體育平台，狙擊「德甲」激戰。該台同時公布獲得「德國乙組足球聯賽」（德乙）及「澳洲職業足球聯賽」（澳職）的播映權，將陸續安排播出。有線體育本季將直播超過200場「德甲」賽事，並備前奏及賽後精華節目。比賽直播及相關之節目均由有線足球評述團專責粵語評述，分析賽事形勢，亦同時提供英語旁述；而有線Sports Plus則以英語廣播。但2018年3月8日引入FOX Sports三條體育頻道之後，於2018/19賽季起不再安排任何有線體育頻道播放，直至2021/22賽季起有線電視安排德甲賽事在有線體育台、香港開電視和香港國際財經台直播。[31]
- 2017年11月29日，因電訊盈科宣布取得2018年俄羅斯世界杯香港區獨家播映權[註 3]，有線電視無法無法趁樂視體育香港財務困難之際重奪世界盃獨家播映權[32][33]。
- 2018年7月，因英超香港的轉播權被電訊盈科奪得，有線電視無法趁樂視體育香港倒閉之際重奪2018-19賽季英超獨家播映權，與以往只擁有收費電視播映權不同，還包括免費電視和新媒體播映權。
- 2018年8月29日, 有線電視宣佈，與歐洲足協達成協議，獲得2018/19及2020/21歐洲國家聯賽的香港區獨家播映權，權限涵蓋電視、新媒體及流動平台。除了歐洲國家聯賽外，2019年3月展開的2020歐洲國家盃外圍賽及2021年進行的2022年世界盃(歐洲區)外圍賽亦將由有線電視獲得直播權，部分賽事還會在免費電視平台奇妙77台（現稱香港開電視播出）。[34]。
- 2018年9月14日, 有線電視與beIN Sports公布全新的合作項目：為有線電視觀眾帶來歐洲球會夢寐以求的錦標「歐洲聯賽冠軍盃」（「歐聯」）及「歐霸盃足球聯賽」（「歐霸」）。有線電視自2009年起播映「歐聯」，藉著是次與beIN Sports聯手協力，可望從2009/10至2020/21球季，無間斷十二屆播映「歐聯」；同時更迎接「歐霸」回歸。除了以上由世界最強球會爭逐的歐洲足壇殿堂級賽事外，有線電視觀眾亦可欣賞到另外兩項歐洲頂級聯賽：「法國甲組足球聯賽」（「法甲」）及「意大利甲組足球聯賽」（「意甲」），以及「澳洲職業足球聯賽」（「澳職」）、「土耳其超級足球聯賽」（「土超」）、「美國職業足球聯賽」（「美職聯」）及「阿根廷甲組足球聯賽」（「阿甲」）等，其中有部分賽事也是首次安排在免費電視平台播出。[35]。
- 2019年1月3日，因英超香港的轉播權被電訊盈科奪得，有線電視無法重奪英超獨家播映權。
- 2020年2月17日，有線電視奪得日本職業足球聯賽（J.League）2020至2022賽季的香港獨家播放權，成為香港唯一持牌廣播機構於未來三個賽季，獨家為香港觀眾帶來亞洲最頂尖的足球聯賽，部分賽事也將繼續安排在免費電視平台香港開電視播出。[36]
- 2021年6月9日，因beIN Sports拒絕與有線電視續約，有線電視未能連續13年直播歐聯及歐霸賽事。
- 2021年6月10日，有線電視取得2021年美洲國家盃香港區獨家播映權。是繼2010年世界盃後，有線電視相隔11年再次取得大型足球賽事的獨家播映權，部分賽事也安排在免費電視平台香港開電視播出。[37]
- 2021年8月5日，有線電視取得取得英格蘭冠軍聯賽及英格蘭聯賽盃2021至2022賽季之香港獨家播映權。[38]
- 2022年2月17日，因英超香港的轉播權被電訊盈科奪得，有線電視無法重奪英超獨家播映權。
- 2022年7月28日，有線電視取得取得德國盃足球賽2022年至2023年賽季及2023至2024年賽季之香港獨家播映權。
- 2022年8月11日，因電訊盈科宣布取得2022年卡塔爾世界盃香港區獨家播映權，有線電視無法重奪世界盃獨家播映權。

#### 其他體育運動節目
除足球賽事直播外，有線電視也直播網球比賽（如法國網球公開賽和美國網球公開賽）、排球比賽（如世界女排大獎賽）、桌球比賽（如世界桌球錦標賽）、欖球比賽（如世界七人欖球賽）和游泳比賽（如世界游泳錦標賽）等體育項目（在2001年播映ESPN及衛視體育台之前，這些賽事以往安排在體育二台播放）。
- 2001年8月17日，有線電視宣佈播映ESPN及衛視體育台，成功把歐洲聯賽冠軍盃、英格蘭超級聯賽、西班牙足球聯賽、（NBA）、溫布頓網球公開賽、一級方程式賽車及多項高爾夫球比賽重新納入其體育節目範圍內。

- 2002年1月3日起，逢星期一、四、六及日，晚上7時，有線28台及88台獨家直播澳門逸園賽狗實況。[39]

- 18台主播香港賽馬節目，包括賽馬預測、賽馬結果、馬圈人士專訪及香港賽馬會賠率，非賽馬日則播放財經資訊及新聞時事節目。

- 球彩台則以博彩的角度播放足球賽事直播、賽果預測節目及足智彩賠率。

有線電視曾經短期自選收費頻道直播拳擊賽事，如WBA重量級拳王爭霸戰，觀眾需於比賽前致電訂購，方可收看，費用由$150至$220港元不等，服务於2003年停止。
有線電視也曾播放在香港屬於非主流的體育項目，包括美國職業冰上曲棍球賽，當時於額外收費頻道播放。後來因NHL出現長達一整季的罷工，全球被迫停播。有線電視現時除冰上曲棍球收費的播放外Ten Sports，還收費直播英聯邦國家的木球比賽及世界各地的曲棍球比賽。
- 2007年8月6日，國際奧委會公布有線電視奪得2008年北京奧運（只包括互聯網和手提電話）、2010年溫哥華冬季奧運的所有媒體（包括電視、互聯網和手提電話）及2012年倫敦奧運的所有媒體（包括電視、互聯網和手提電話）香港區獨家播映權[40]。事件隨即惹來兩個免費電視台亞視及無綫的高調批評，並發表聯合聲明，指國際奧委會的決定有違奥林匹克运动会憲章精神，令市民權益受損。[41][42]

- 2018年3月8日, 有線電視宣佈與福斯傳媒集團 (Fox Networks Group，簡稱FNG)達成協議, 引入FOX Sports三條體育頻道, 全日24小時播放寰宇頂尖賽事及焦點體壇活動，如網球及高爾夫四大滿貫（Grand Slam），以及世界一級方程式賽車錦標賽（FIA Formula 1 World Championship），適合熱愛運動和觀賞高速度比賽的觀眾。[43]。

- 2018年7月23日，香港有線體育有限公司取得2018年雅加達亞運會所有媒體播映權，繼1998年曼谷亞運會、2002年釜山亞運會、2006年多哈亞運會、2010年廣州亞運會、2014年仁川亞運會後連續6屆獨家播放此項賽事，在2018年亞運會開始有線體育安排亞運會賽事在免費電視平台播出，這是時隔20年再有免費電視台直播亞運會（1994年廣島亞運會媒體播映權由無綫電視獲得）。

- 2021年5月11日，香港特別行政區行政長官林鄭月娥宣佈，政府將會斥資購入2020年夏季奧林匹克運動會的香港電視播映權，以供持牌免費及收費電視台轉播奧運賽事，有線電視作為授權方之一，於6月3日宣布其播放計劃：除宣布免費開放7條頻道予公眾欣賞奧運，香港開電視更會全天候轉播奧運賽事，播放的奧運內容總時數將超過1000小時。[44]

- 2021年12月15日，有線電視宣佈，將獨家直播由國際泳聯（FINA）主辦的2021至2024年游泳及跳水賽事。在第15屆世界短池游泳錦標賽舉行期間，有線體育台於每天13時30分及22時直播初賽及決賽；15時於香港開電視同步轉播初賽，以及1時30分轉播前晚決賽項目；香港國際財經台則播放賽事精華。

- 2022年10月17日，有線電視在HOY TV的啟動儀式上宣佈，有線取得2022年杭州亞運會所有媒體播映權，將於旗下免費電視及收費電視播映，這是有線連續7屆獨家播放亞運會。[45]而亞運2023年9月23日舉行，但有線電視收費電視2023年6月1日起停播關係，所有賽事會放在免費頻道播出。[46]

### 電影平台的發展
有線電視啟播一年後，引入香港首個自選影像（Pay-Per-View）服務，合共有四條頻道，命名為「自選影院」及「超級自選影院」，播放剛在電影院上映的電影、成人節目（色情片）及部份國際拳擊比賽。高峰時期曾有九條自選影像頻道，但最後一條自選播放電影的頻道已於2004年初停播，並轉為全日播放成人節目的自選影像服務頻道CAT83-86，但已於2011年3月28日停播。
- 1994年起，有線電視的電影台一分為三：
  - 電影一台及電影三台作24小時播放，而電影二台則安排於21:30後（2005年1月開始改為24:00後），兒童台的節目播放完畢後才播出至6:00。
  - 電影一台主要播放及電視首播香港本土電影。
  - 電影二台多數播放外語電影及各電影節中的得獎作品。
  - 電影三台則主要播放好萊塢及日韓電影，當中又以懸疑、恐怖及動作電影為主。

- 有線電視分別於1995年、2000年、2001年在香港電視首播HBO、Cinemax、STAR Movies。
- 2002年4月，有線電視播放香港首個印地語電影頻道Zee Cinema，以寶萊塢電影吸引印度與巴基斯坦籍觀眾。

- 2005年3月23日，有線電視成立驕陽電影有限公司。

- 2006年1月3日，有線電視電影頻道重組：
  - 電影二台改為24小時播放。
  - 電影三台改名為HMC（Hollywood Movie Channel）則主要播放好萊塢電影。

- 2008年3月13日，香港有線娛樂有限公司與NBCUniversal簽訂3年合作合約。

- 2011年1月1日，香港有線娛樂有限公司推出有線電影一台（台號：251）高清頻道有線高清電影一台（台號：202）。
- 2011年6月30日，香港有線娛樂有限公司推出全新電影頻道私人影院Cine P.（台號：253），並同時推出高清版本Cine P. HD（台號：218）。另外亦於同日推出HMC（台號：252）高清版本HMC HD（台號：217）。
- 2012年1月31日，香港有線娛樂有限公司與映嘉娛樂聯合宣佈，Thrill驚慄電影台於同日早上6時正起，在有線電視第219頻道播放，將為觀眾提供來自荷李活和亞洲等地的恐怖、驚慄及懸疑片。

- 2018年3月8日, 有線電視宣佈與福斯傳媒集團（Fox Networks Group，簡稱FNG）達成協議, 引入FOX Movies及衛視電影台盡攬最強最新的荷里活第一手猛片及賣座華語電影，從票房冠軍到得獎傑作一覽無遺。[47]。

- 2018年6月13日，有線電視電影頻道改名：
  - 電影二台改名為有線經典電影台則主要播放中、日、韓電影及經典華語電影（包括天映娛樂、星空華文傳媒製作的電影）。

- 2019年12月3日起，有線電視電影頻道合併：
  - 有線電視重新整合電影平台頻道以配合高清化，有線電影一台、HMC、有線經典電影台將合併為有線電影台（HD：ch201/SD：ch251），繼續播放原於有線經典電影台及HMC播放的節目。

### 娛樂平台的發展
有線開台初期設有壹級台（後更名為劇集台），主力播放本地外判製作短篇劇集、電視電影、東南亞各地精選劇集及綜藝節目。
1994年下旬，婦女台啟播，主打適合女性收看的軟性生活娛樂節目。
劇集台和婦女台於1998年初起合併為娛樂台，主力播放外購劇集例如日韓電視劇，及外地製作的飲食節目，亦有部分自製節目，由肥媽（Maria Cordero）、施明、梁思浩、蘇民峰、黃毓民、吳文忻等擔任主持。
- 2003年7月，有線創辦全球首個以中文播放，專門播放娛樂新聞的頻道——有線娛樂新聞台，並由吳君如擔任星級主播。
- 同年元旦，有線電視获得至2010首季止《日本紅白歌唱大賽》的香港獨家播映權。
- 2011年1月1日，香港有線娛樂有限公司推出有線娛樂台(台號:371)的高清頻道有線高清娛樂台(台號:301)。

有線於啟播時曾設立專門播放音樂節目的頻道“YMC台”，主力於年青觀眾，播放音樂錄影帶及點唱節目等，但當時由於亞視及無綫等主流免費電視台亮相而不在“YMC台”亮相，促使此頻道於2001年中停播。其後於2010年的HKRIA版稅風波事件，HKRIA成員旗下歌手陸續出任節目嘉賓以及接受已改革後的有線娛樂新聞台專訪（但鄭伊健則除外）。
- 2013年6月1日，有線娛樂台/有線高清娛樂台與有線娛樂新聞台合併，更名為有線奇妙台(台號:371)及高清頻道有線高清奇妙台(台號:301)，並推出專門播放劇集的有線奇寶台(台號:372)及高清頻道有線高清奇寶台(台號:302)。
- 2014年1月1日，有線奇妙台/有線高清奇妙台及有線奇寶台/有線高清奇寶台分別更名為有線娛樂台/有線高清娛樂台及有線劇集台/有線高清劇集台。
- 2019年12月3日起 有線電視重新整合娛樂平台頻道以配合高清化，有線第1台、有線娛樂台、有線劇集台合併為有線綜合娛樂台(HD:ch301/SD:ch371)繼續播放原於有線第1台及有線劇集台播放的節目。

另外，有線電視在2002年初與中國旅遊與經濟頻道（23台）簽訂播放協議，該頻道介紹中國內地自然風光和人文景觀，以及內地各省市的經濟發展和投資資訊。

### 高清平台的發展

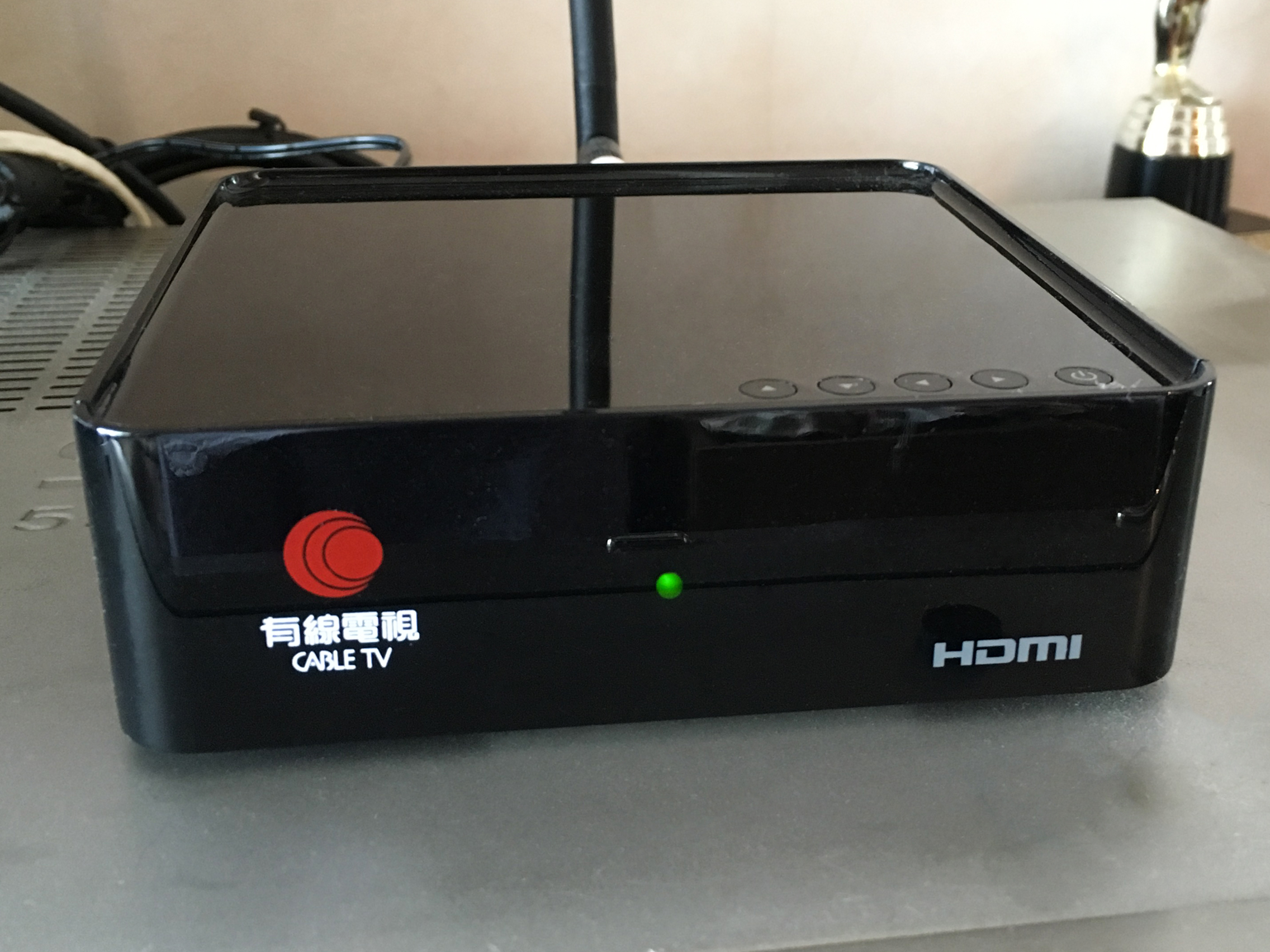
2016年推出的Fanhub 4.0高清互動解碼盒

2009年6月，有線電視宣佈於8月推出高清服務，為歐聯優先推出高清直播賽事。高清頻道曾以2字開頭(2XX)。
同年7月22日，有線電視宣佈首條自製高清體育頻道將於8月18日晚上11時啟播，首場直播為當晚深夜舉行的歐聯首輪附加賽激戰。有線為部份有高清服務客戶更換Cisco出品的新高清解碼器。並支援HDMI，RF-In及三色線輸出。高清體育服務包括：電影平台高清頻道，有線電影台HD（台號201）及Cine P. HD（台號218），娛樂平台高清頻道，包括有線綜合娛樂台HD（台號301），體育平台高清頻道，高清體育台（台號601）、Sports Plus 1 HD（台號602）、高清603台（hd603）（台號603）、Sports Plus 2 HD（台號604）、Sports Plus 3 HD（台號605）。
2012年10月、2014年10月及2016年8月推出合共19個非有線製作的高清頻道：AXN HD（台號315）、高清索尼台（台號316）、Blue Ant 綜藝娛樂 HD（台號317）及Blue Ant 超極娛樂 HD（台號318）、高清Fashion TV（台號319）、tvN HD（台號320）、高清國家地理野生頻道、（台號701）、國家地理高清頻道（台號702）、國家地理悠人高清頻道（台號703）、Discovery Asia（台號710）、Discovery 高清頻道（台號711）、旅遊生活高清頻道（台號712）、EVE 高清頻道（台號713）、動物星球高清頻道（台號714）、Discovery 科學高清頻道（台號715）、DMAX（台號716）、BBC Lifestyle HD（台號720）。
2015年12月31日晚上7時，有線推出新聞台（高清版）（台號109）。
2016年2月23日，有線為部份提升高清服務客戶更換Fanhub 4.0高清互動解碼盒，支援HDMI、自選點播、及點播重溫功能。
2016年11月16日早上6時，有線推出財經資訊台（高清版）（台號108）。
2018年5月24日早上6時，有線推出直播新聞台（高清版）（台號110）。
2018年8月28日，有線推出鳳凰衛視資訊台（高清版）（台號113）。
相對於nowTV高清服務可欣賞已訂閱的頻道。有線高清服務基本組合只限財經資訊台（高清版）、新聞台（高清版）、直播新聞台（高清版）、綜合娛樂台（高清版）、有線電影台（高清版）、高清HMC、高清Cine P、高清體育台、高清體育2台、高清603台（hd603）、香港開電視（高清版）、香港國際財經台（高清版）、Sports Plus 1 HD 、Sports Plus 2 HD、Sports Plus 3 HD 、鳳凰衛視資訊台（高清版）及三條FOX Sports高清頻道；若用戶再收看其他高清頻道，需按照組合另行再收費。而CNN、Fox News、BBC、CNBC、衛視中文台等頻道至今仍然未有為用戶提供高清服務。
2018年3月8日，新增多條福斯傳媒集團旗下頻道，包括衛視電影台（台號204）、衛視卡式台（台號205）、FOX Movies（台號214）、FOX Family Movies、（台號215）、FOX Action Movies（台號216）、FOX（台號311）、FOX Life（台號312）、FX（台號313）以及三條FOX Sports頻道（高清台號611、612、613、標清651、652、653）。
2018年9月21日，新增beIN Sports旗下頻道（高清台號614、615，標清654、655）。
2019年1月1日，新增beIN SPORTS旗下頻道（高清台號616，標清656）。

## 影响
有线电视在中国大陆的有一定的知名度。比如在2008年的瓮安暴乱中，内地网络上流传的主要几则新闻报道都是有线的新闻，而有线的节目《怪谈》在大陆也十分有名。另外，有线新闻还制作海外版，在海外的数个华语电视台中播放。

### 盜看問題及電視信號數碼化

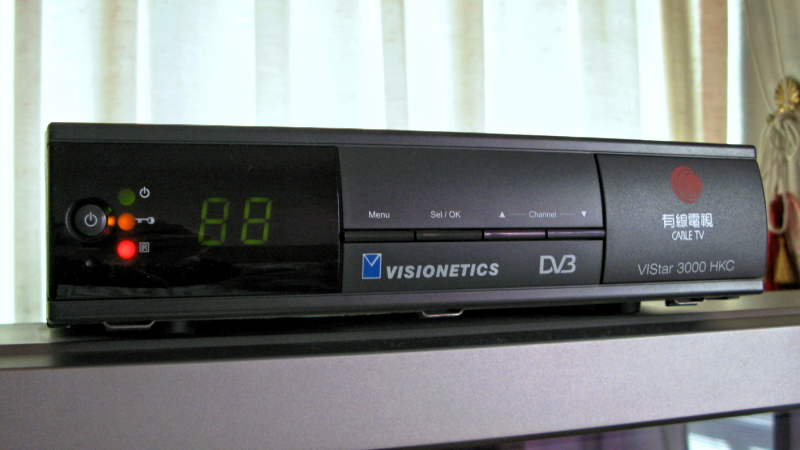
有線電視解碼器（2002年版本）

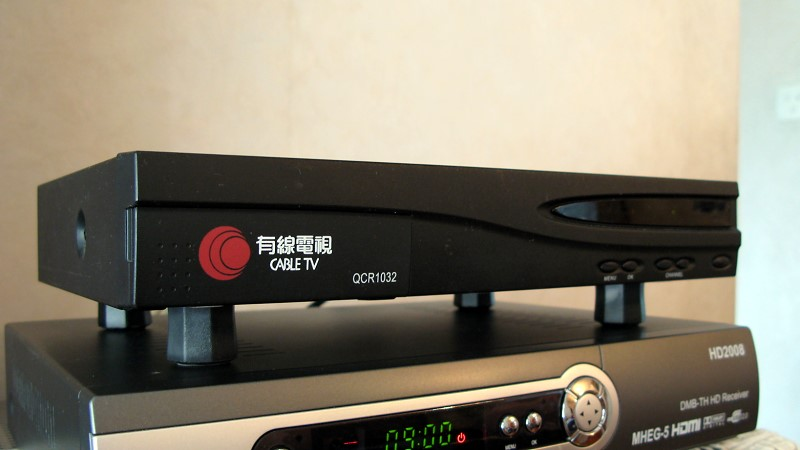
有線電視解碼器（2004年版本）

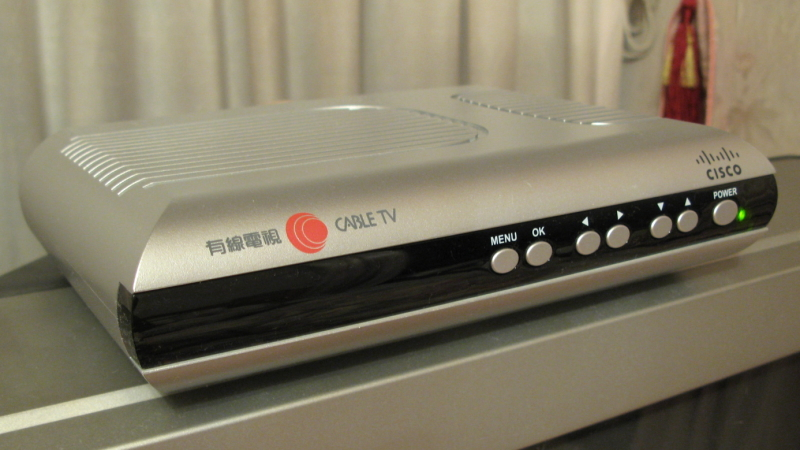
有線電視解碼器（2009年版本）

有線電視多年來被部份大陸及香港人士盜看。以往模擬廣播的時候，電視信號易於破解，部份不法商人更大量生產非法的解碼器，藉此圖利。 有線電視於當時曾要求政府及立法會將盜看收費電視由民事罪行改為刑事罪行，但卻遭拒絕，海關指會不定期掃蕩非法解碼器售賣黑點。
- 2001年12月，有線電視將電視信號由模擬廣播轉為數碼廣播、以數碼方式加密，盜看情況有所改善。
- 2004年，「聰明卡」製造的非法解碼器，再次造成盜看有線電視的问题。有線電視再次要求立法會將盜看收費電視刑事化，但仍遭否決，認為有線電視的數碼廣播系統已可以杜絕這問題。[52]

近年，有線電視獨家播映的英格蘭超級聯賽及2006年德國世界盃，香港與內地網民均可透過互聯網上點對點軟件，免費盜看內地電視台的現場直播（時差約3分鐘）。信誠證券聯席董事連敬涵指，有線電視2005年上半年的表現，受累於投資英超的巨額入帳，表現並不理想，如今加上被now寬頻電視「搶去」多條頻道及網上盜看問題猖獗，預期有線電視面對的壓力不少。有線電視外事部副總裁陳家耀接受《明報》查詢說，有線電視已知悉有關網上盜看的問題，並已向執法當局反映，但了解到有部分網站的登記處位於深圳或內地其他地方，因此要與不同執法機構研究。
- 2009年2月，有線電視耗資3億港元為用戶免費更換Cisco出品的全新解碼器，聲稱提供更清晰和穩定畫面，並且加密系統防止盜看問題。不過解碼器並沒有提供色差及HDMI支援，仍然沿用RF-In及三色線。而畫面清晰度較DVD欠佳。

## 香港以外收看

### 中國大陸
2003年4月，有线电视旗下有线卫视新知台获得国家广电总局许可，由中国国际电视总公司境外卫星代理部接收频道信号，通过亚太6号卫星（东经134度）发射KU波段信号。但该服务一般只提供给三星级或以上的涉外宾馆酒店、外国人居住区、领事馆及大使馆，並在珠三角部分地區落地。该台在2010年1月19日凌晨突然无故終止广播。
虽然有线电视的服务区域只为香港地区，但在有线使用微波传输信号后部分深圳接近边境地区的民众可接收到信号，从此被大陆民众盗看。近年，有线电视开始通过亚太5号卫星（东经138度）KU波段传送节目（即有线电视卫星传送服务），这项服务原意只是为了使有线电视完全覆盖到全香港，但由于亚太5号KU波段的信号覆盖整个中国大陆，使有线电视的25个最主要频道能在整个中国大陆收看到。
中国国务院于1993年颁布了《卫星电视广播接收设施管理规定》（俗称“129号令”），间接禁止了内地民众安装和收看卫星电视，但随着科技的进步卫星信号已由模拟转为数字，而接收器的体积和价钱也已大大降低，像有线电视的信号只需要使用35厘米以上的碟型天線（俗称“鍋/鑊”）便能接收，隐蔽性大大增强，吸引了不少的大陆民众冒险。
在之前有线上星的节目使用较安全的Nagravision 2系统加密，并且机卡捆绑，仍难逃被盗看的厄运。而近年一些技术人员还发展出共享卡技术，即通过网络共享正版卡数据，这使盗看的成本大大降低，稳定性也提高，直接导致了盗看有线电视的观众由技术人员扩展到一般大陆民众。对于在广东地区尤其是珠三角饱受插播广告、数字电视及言论封闭之苦的民众而言，香港有线电视节目无论在内容和质量上都有相当的吸引力，致使越来越多的珠三角民众安装卫星接收器接收有线电视。加上由于管理困难，当局近年对安装卫星电视大致采取“不告不理”态度，致使近年卫星电视接收在大陆逐渐泛滥，有线电视在大陆特别是珠三角地区的观众数量也逐年倍增，在2009年最高峰的時候，在珠三角地區幾乎周圍都可以看到有線電視的踪跡。
2009年10月22日，有线上星的节目跟隨香港本地地面節目启用由Cisco公司研發的全新加密系统PowerVU，机卡绑定，使各种盗看手段均失效。在僅僅兩個月後即2009年12月，該系統的一个漏洞被大陸黑客发现，隨即被破解。現有線電視衛星傳送服務可通過專門網絡共享衛星機收看，但由於該機器穩定性差，加上有穩定性較強的無綫收費電視破解版“競爭”，所以並沒有被廣泛使用。另外，正版接收機也受到不少廣東富裕階層青睞，但由於性價比差（接近人民幣250元月費卻只有十數頻道），因此觀眾數量亦不多。

### 澳門
澳門不少酒店會轉播有線電視衛星傳送服務的信號，播出新聞台等頻道

### 海外
美國“DirecTV”衛星電視向全美提供有線財經資訊台（第2108台）及有線新聞台（第2109台）直播訊號

## 競爭對手
2006年2月21日，無綫收費電視宣佈與電訊盈科合作發展收費電視服務。

## 車輛

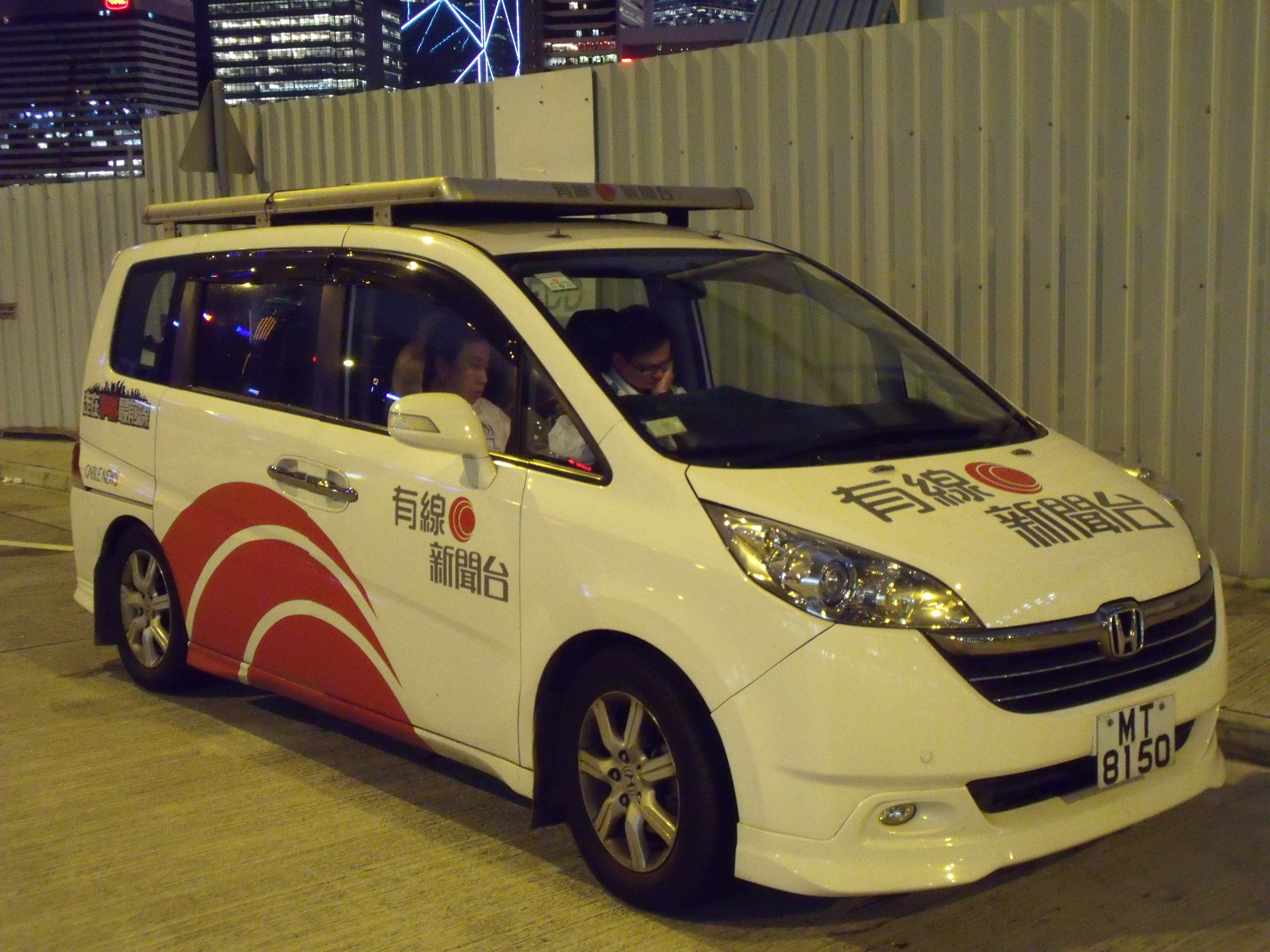
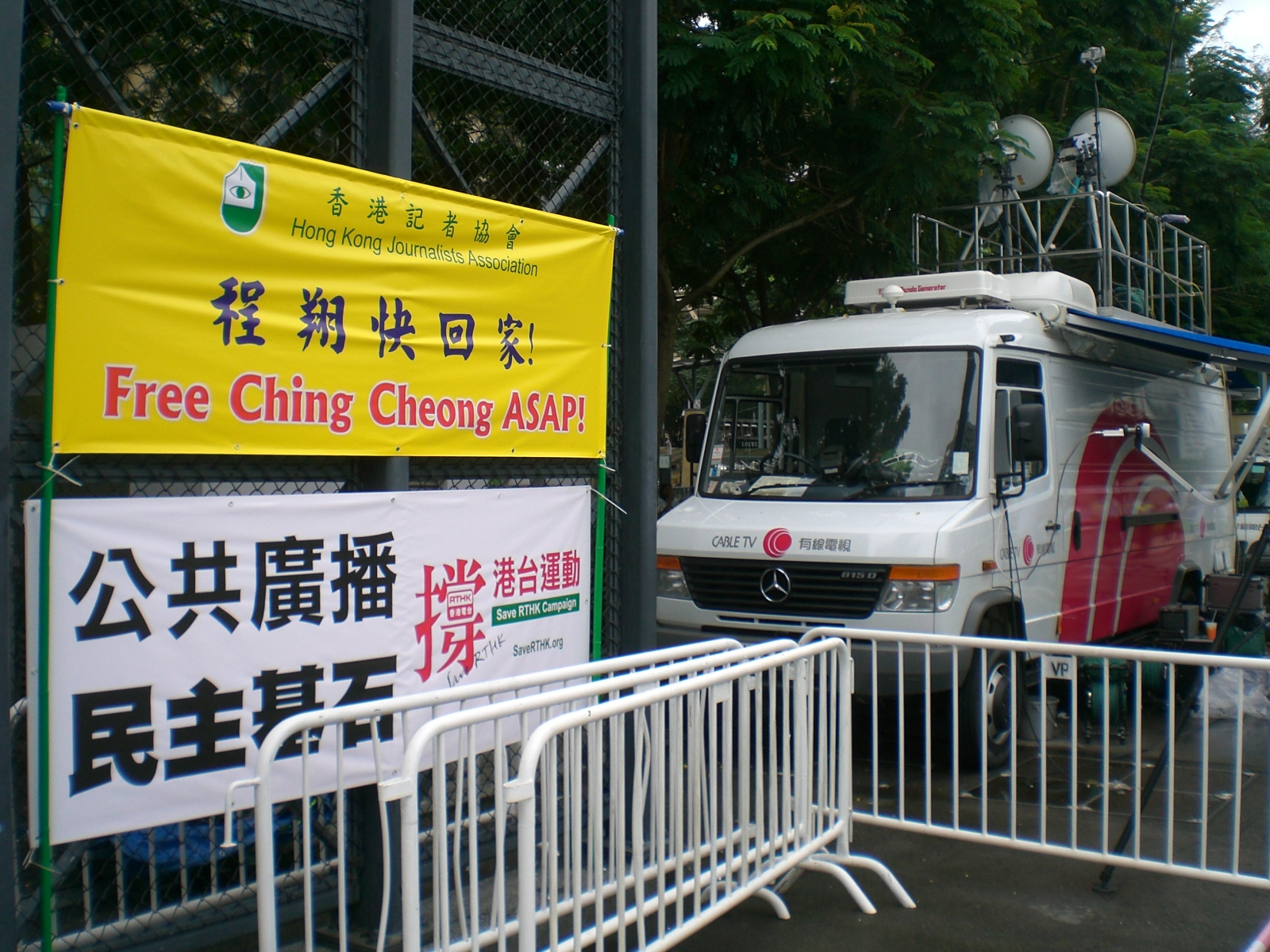
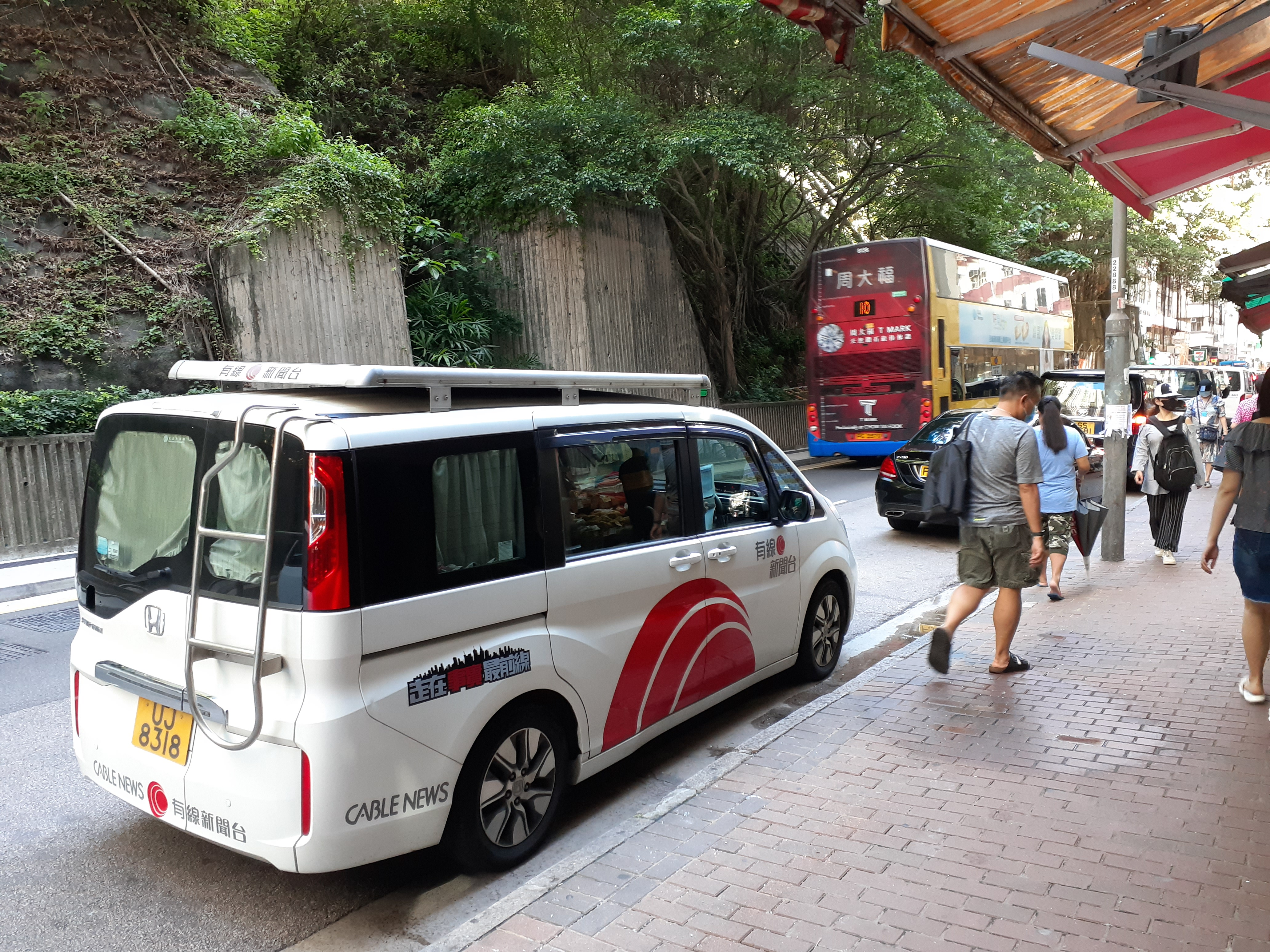

### 開設第1台（$10新頻道）
「10蚊睇一世」的新頻道，2007年6月13日開台，有線為此準備額外招聘100人。內容除包括新聞、電影、娛樂外，還會加入有線製作劇集及音樂節目等，更構思舉辦年尾頒獎禮，成為首條以免費電視台模式營運的收費電視台。
2007年5月10日，有線電視宣佈新頻道的名稱為「有線電視第1」。該台已於2007年6月13日晚上7時正起，取代「有線A台」。

## 爭議與批評
有線多年來的經營及推銷手法都受到各方面的批評，至今仍然沒有改善。民主黨曾於各區共收到逾百宗個案，半數為投訴有線懷疑非法／不良推銷手法，另半數為刻意不讓客戶終止到期合約。有線其經營的服務經常出現無法接通或接收不良等問題，售後服務差劣，而且還強制客戶續約。有線的投訴個案屢次冠絕全港所有電訊服務供應商，更曾因此被電訊管理局罰款及警告。

## 頻道變更
2018年3月8日起，有線更改頻道台號分類，部份頻道名稱亦有更改，並新增多條頻道。
| 台號 | 頻道類別 |
| ---- | -------- |
| 1-9  | 資訊     |
| 1XX  | 新聞     |
| 2XX  | 電影     |
| 3XX  | 娛樂     |
| 4XX  | 不適用   |
| 5XX  | 兒童     |
| 6XX  | 體育     |
| 7XX  | 紀實     |
| 8XX  | 國際     |
| 9XX  | 成人     |

| 2018年3月8日   | （2XX）電影     | （2XX）電影                    |             |             |             |
| 2018年3月8日   | 204             | 衛視電影台（高清）             |             |             |             |
| 2018年3月8日   | 205             | 衛視卡式台（高清）             |             |             |             |
| 2018年3月8日   | 214             | FOX Movies（高清）             |             |             |             |
| 2018年3月8日   | 215             | FOX Family Movies（高清）      |             |             |             |
| 2018年3月8日   | 216             | FOX Action Movies（高清）      |             |             |             |
| 2018年3月8日   | （3XX）娛樂     |                                |             |             |             |
| 2018年3月8日   | 311             | FOX（高清）                    |             |             |             |
| 2018年3月8日   | 312             | FOX Life（高清）               |             |             |             |
| 2018年3月8日   | 313             | FX（高清）                     |             |             |             |
| 2018年3月8日   | （6XX）體育     |                                |             |             |             |
| 2018年3月8日   | 611             | FOX Sports（高清）             |             |             |             |
| 2018年3月8日   | 612             | FOX Sports 2（高清）           |             |             |             |
| 2018年3月8日   | 613             | FOX Sports 3（高清）           |             |             |             |
| 2018年3月13日  | （1XX）新聞     | （1XX）新聞                    |             |             |             |
| 2018年3月13日  | 123             | FOX News                       |             |             |             |
| 2018年3月13日  | （5XX）兒童     |                                |             |             |             |
| 2018年3月13日  | 516             | Baby TV                        |             |             |             |
| 2018年3月13日  | （6XX）體育     |                                |             |             |             |
| 2018年3月13日  | 651             | FOX Sports                     |             |             |             |
| 2018年3月13日  | 652             | FOX Sports 2                   |             |             |             |
| 2018年3月13日  | 653             | FOX Sports 3                   |             |             |             |
| 2018年4月4日   | （5XX）兒童     | （5XX）兒童                    |             |             |             |
| 2018年4月4日   | 502             | 東森亞洲幼幼台                 |             |             |             |
| 2018年4月4日   | 513             | 達文西頻道                     |             |             |             |
| 2018年4月4日   | 519             | Fix & Foxi                     |             |             |             |
| 2018年4月4日   | 520             | 鴨寶寶                         |             |             |             |
| 2018年4月4日   | （7XX）紀實     |                                |             |             |             |
| 2018年4月4日   | 730             | Pet Club TV                    |             |             |             |
| 2018年5月24日  | （1XX）新聞     | （1XX）新聞                    |             |             |             |
| 2018年5月24日  | 110             | 直播新聞台（高清）             |             |             |             |
| 2018年6月20日  | （5XX）兒童     | （5XX）兒童                    |             |             |             |
| 2018年6月20日  | 510             | 夢工廠                         |             |             |             |
| 2018年6月20日  | 515             | Nick Jr.                       |             |             |             |
| 2018年6月29日  | （5XX）兒童     | （5XX）兒童                    |             |             |             |
| 2018年6月29日  | 512             | Boomerang 頻道                 |             |             |             |
| 2018年7月17日  | （5XX）兒童     | （5XX）兒童                    |             |             |             |
| 2018年7月17日  | 518             | ZooMoo                         |             |             |             |
| 2018年7月30日  | （1-9）資訊     | （1-9）資訊                    |             |             |             |
| 2018年7月30日  | 2               | 香港國際財經台（高清）         |             |             |             |
| 2018年7月30日  | 5               | 香港國際財經台                 |             |             |             |
| 2018年8月28日  | （1XX）新聞     | （1XX）新聞                    |             |             |             |
| 2018年8月28日  | 113             | 鳳凰衛視資訊台（高清）         |             |             |             |
| 2018年9月21日  | （6XX）體育     | （6XX）體育                    | （6XX）體育 | （6XX）體育 | （6XX）體育 |
| 2018年9月21日  | 614             | beIN Sports 1（高清）          |             |             |             |
| 2018年9月21日  | 615             | beIN Sports 2（高清）          |             |             |             |
| 2018年9月21日  | 654             | beIN Sports 1                  |             |             |             |
| 2018年9月21日  | 655             | beIN Sports 2                  |             |             |             |
| 2019年1月1日   | （6XX）體育     | （6XX）體育                    | （6XX）體育 | （6XX）體育 | （6XX）體育 |
| 2019年1月1日   | 616             | beIN SPORTS MAX（高清）        |             |             |             |
| 2019年1月1日   | 656             | beIN SPORTS MAX                |             |             |             |
| 2019年1月1日   | （7XX）紀實     |                                |             |             |             |
| 2019年1月1日   | 722             | 中國環球電視網紀錄頻道（高清） |             |             |             |
| 2019年2月28日  | （1XX）新聞     | （1XX）新聞                    |             |             |             |
| 2019年2月28日  | 128             | Bloomberg TV HD                |             |             |             |
| 2019年6月1日   | （3XX）娛樂     | （3XX）娛樂                    |             |             |             |
| 2019年6月1日   | 341             | 中央電視台綜合頻道（高清）     |             |             |             |
| 2019年12月3日  | （6XX）體育     | （6XX）體育                    | （6XX）體育 |             |             |
| 2019年12月3日  | 664             | Sports Plus 2                  |             |             |             |
| 2019年12月3日  | 665             | Sports Plus 3                  |             |             |             |
| 2019年12月19日 | （6XX）體育     | （6XX）體育                    | （6XX）體育 |             |             |
| 2019年12月19日 | 668             | 賽馬1台                        |             |             |             |
| 2019年12月19日 | 669             | 賽馬2台                        |             |             |             |
| 2020年2月18日  | （9XX）成人     | （9XX）成人                    |             |             |             |
| 2020年2月18日  | 902             | 惹火                           |             |             |             |
| 2020年4月9日   | （3XX）娛樂     | （3XX）娛樂                    |             |             |             |
| 2020年4月9日   | 378             | Blue Ant 綜藝娛樂              |             |             |             |
| 2020年5月18日  | （2XX）電影     | （2XX）電影                    | （2XX）電影 |             |             |
| 2020年5月18日  | 202             | 光影歐洲（高清）               |             |             |             |
| 2020年5月18日  | 252             | 光影歐洲                       |             |             |             |
| 2020年10月27日 | （7XX）紀實     | （7XX）紀實                    |             |             |             |
| 2020年10月27日 | 709             | Outdoor Channel（高清）        |             |             |             |
| 2020年10月27日 | 761             | Outdoor Channel                |             |             |             |
| 2020年12月15日 | （1XX）新聞     | （1XX）新聞                    |             |             |             |
| 2020年12月15日 | 133             | 半島電視台英語頻道             |             |             |             |
| 2021年1月15日  | （1XX）新聞     | （1XX）新聞                    |             |             |             |
| 2021年1月15日  | 134             | France 24 French               |             |             |             |
| 2021年1月15日  | 135             | France 24 English              |             |             |             |
| 2021年1月20日  | （3XX）娛樂     | （3XX）娛樂                    |             |             |             |
| 2021年1月20日  | 336             | 湖南廣播電視台國際頻道         |             |             |             |
| 2021年2月1日   | （3XX）娛樂     | （3XX）娛樂                    |             |             |             |
| 2021年2月1日   | 333             | MTV Asia                       |             |             |             |
| 2021年3月15日  | （1XX）新聞     | （1XX）新聞                    |             |             |             |
| 2021年3月15日  | 139             | DW (English)                   |             |             |             |
| 2021年4月30日  | （1XX）新聞     | （1XX）新聞                    |             |             |             |
| 2021年4月30日  | 121             | Sky News                       |             |             |             |
| 2021年5月31日  | （8XX）環宇綜合 | （8XX）環宇綜合                |             |             |             |
| 2021年5月31日  | 852             | WION                           |             |             |             |
| 2021年9月15日  | （1XX）新聞     | （1XX）新聞                    | （1XX）新聞 |             |             |
| 2021年9月15日  | 136             | euronews(Eng)                  |             |             |             |
| 2021年9月15日  | 137             | euronews(Por)                  |             |             |             |
| 2021年9月15日  | （6XX）體育     |                                |             |             |             |
| 2021年9月15日  | 610             | TechStorm（高清）              |             |             |             |
| 2021年10月1日  | （3XX）娛樂     | （3XX）娛樂                    |             |             |             |
| 2021年10月1日  | 310             | HITS（高清）                   |             |             |             |
| 2021年10月1日  | （2XX）電影     |                                |             |             |             |
| 2021年10月1日  | 213             | HITS MOVIES（高清）            |             |             |             |
| 2021年10月15日 | （3XX）娛樂     | （3XX）娛樂                    |             |             |             |
| 2021年10月15日 | 312             | Paramount Network Asia（高清） |             |             |             |
| 2021年10月15日 | （6XX）體育     |                                |             |             |             |
| 2021年10月15日 | 611             | 歐洲體育頻道（高清）           |             |             |             |
| 2021年10月15日 | 612             | FIGHT SPORTS（高清）           |             |             |             |
| 2021年10月15日 | 651             | 歐洲體育頻道                   |             |             |             |
| 2021年10月15日 | 652             | FIGHT SPORTS                   |             |             |             |
| 2021年10月15日 | （7XX）紀實     |                                |             |             |             |
| 2021年10月15日 | 717             | 亞洲美食頻道（高清）           |             |             |             |
| 2021年10月15日 | 718             | 旅遊頻道（高清）               |             |             |             |
| 2021年11月1日  | （7XX）紀實     | （7XX）紀實                    |             |             |             |
| 2021年11月1日  | 708             | Global Trekker（高清）         |             |             |             |
| 2021年11月8日  | （6XX）體育     | （6XX）體育                    | （6XX）體育 | （6XX）體育 | （6XX）體育 |
| 2021年11月8日  | 614             | LFCTV（高清）                  |             |             |             |
| 2021年11月8日  | 654             | LFCTV                          |             |             |             |
| 2022年7月29日  | （3XX）娛樂     | （3XX）娛樂                    |             |             |             |
| 2022年7月29日  | 305             | 大灣區衛視                     |             |             |             |
| 2022年8月31日  | （3XX）娛樂     | （3XX）娛樂                    |             |             |             |
| 2022年8月31日  | 333             | MTV Live                       |             |             |             |
| 2022年11月21日 | （1-9）資訊     | （1-9）資訊                    |             |             |             |
| 2022年11月21日 | 2               | HOY資訊台（高清）              |             |             |             |
| 2022年11月21日 | 6               | HOY資訊台                      |             |             |             |
| 2022年12月12日 | （3XX）娛樂     | （3XX）娛樂                    |             |             |             |
| 2022年12月12日 | 318             | ROCK ACTION（高清）            |             |             |             |

| 2018年3月13日早上6時起 | 2018年3月13日早上6時起   | 2018年3月13日早上6時起 |
| 舊台號                 | 頻道名稱                 | 新台號                 |
| ---------------------- | ------------------------ | ---------------------- |
| （1XX）新聞            |                          |                        |
| 5                      | 重點新聞台               | 110                    |
| 77                     | Bloomberg TV             | 128                    |
| 72                     | 中國環球電視網           | 129                    |
| （2XX）電影            |                          |                        |
| 48                     | 驚慄電影台               | 219                    |
| （3XX）娛樂            |                          |                        |
| 212                    | 高清娛樂台               | 301                    |
| 25                     | Animax                   | 321                    |
| 148                    | NHK World Premium        | 322                    |
| 36                     | Comedy Central爆笑台     | 324                    |
| 150                    | Arirang TV               | 325                    |
| 153                    | Australia Plus           | 326                    |
| 93                     | 衛視中文台               | 332                    |
| 37                     | MTV China                | 333                    |
| 28                     | tvN                      | 377                    |
| （6XX）體育            |                          |                        |
| 203                    | hd203（改名為高清603台） | 603                    |
| 164                    | Sports Illustrated 1     | 621                    |
| （7XX）紀實            |                          |                        |
| 131                    | BBC Lifestyle            | 760                    |
| （8XX）國際            |                          |                        |
| 144                    | Zee TV                   | 851                    |
| 145                    | Zee News                 | 852                    |
| 146                    | Zee Cinema               | 853                    |
| 147                    | Zing                     | 854                    |
| （9XX）成人            |                          |                        |
| 180                    | CAT預告台                | 900                    |
| 181                    | 歡樂台                   | 901                    |
| 182                    | 百厭妹                   | 902                    |
| 183                    | 千嬌台                   | 903                    |
| 184                    | 宇宙台                   | 904                    |

| 2018年4月3日早上6時起 | 2018年4月3日早上6時起      | 2018年4月3日早上6時起 |
| 舊台號                | 頻道名稱                   | 新台號                |
| --------------------- | -------------------------- | --------------------- |
| （1-9）資訊           |                            |                       |
| 1                     | 有線電視第1台              | 4                     |
| （1XX）新聞           |                            |                       |
| 71                    | 中央電視台中文國際頻道     | 112                   |
| 74                    | CNN                        | 124                   |
| （3XX）娛樂           |                            |                       |
| 213                   | 高清劇集台                 | 302                   |
| 14                    | 鳳凰衛視香港台             | 304                   |
| 231                   | 高清索尼台                 | 316                   |
| 280                   | Blue Ant綜藝娛樂 HD        | 317                   |
| 281                   | Blue Ant超極娛樂 HD        | 318                   |
| 233                   | Fashion TV HD              | 319                   |
| 228                   | tvN HD                     | 320                   |
| 132                   | 東風國際頻道               | 334                   |
| 13                    | 劇集台                     | 372                   |
| 31                    | 索尼台                     | 374                   |
| （5XX）兒童           |                            |                       |
| 11                    | 兒童台                     | 501                   |
| 140                   | CBeebies                   | 517                   |
| （6XX）體育           |                            |                       |
| 60                    | Sports Times               | 600                   |
| 201                   | hd201（改名為高清體育2台） | 602                   |
| 64                    | 球彩台                     | 604                   |
| 63                    | Ch63（改名為Sports Plus）  | 605                   |
| 65                    | 賠率台                     | 606                   |
| 167                   | TEN Cricket                | 622                   |
| 61                    | 足球台（改名為體育2台）    | 662                   |
| （7XX）紀實           |                            |                       |
| 251                   | Discovery Asia             | 710                   |
| 230                   | BBC Lifestyle 高清頻道     | 720                   |
| 49                    | BBC Earth                  | 721                   |
| 56                    | 國家地理悠人頻道           | 753                   |
| 57                    | EVE                        | 756                   |
| 58                    | Discovery科學頻道          | 758                   |
| 59                    | DMAX                       | 759                   |

| 2018年4月17日早上6時起 | 2018年4月17日早上6時起    | 2018年4月17日早上6時起 |
| 舊台號                 | 頻道名稱                  | 新台號                 |
| ---------------------- | ------------------------- | ---------------------- |
| （1-9）資訊            |                           |                        |
| 277                    | 奇妙電視中文台（高清）    | 1                      |
| 7                      | 奇妙電視中文台            | 3                      |
| （1XX）新聞            |                           |                        |
| 75                     | BBC World News            | 122                    |
| 154                    | NHK World-Japan           | 126                    |
| 78                     | CNBC HK                   | 127                    |
| （2XX）電影            |                           |                        |
| 243                    | HMC HD                    | 217                    |
| （3XX）娛樂            |                           |                        |
| 222                    | AXN HD                    | 315                    |
| 46                     | AMC                       | 323                    |
| （5XX）兒童            |                           |                        |
| 139                    | Nickelodeon               | 514                    |
| 135                    | Disney Channel            | 530                    |
| 136                    | Disney Junior             | 531                    |
| （6XX）體育            |                           |                        |
| 202                    | hd202（改名為高清體育台） | 601                    |
| 62                     | 有線體育台                | 661                    |
| （7XX）紀實            |                           |                        |
| 250                    | 國家地理野生高清頻道      | 701                    |
| 252                    | 國家地理高清頻道          | 702                    |
| 256                    | 國家地理悠人高清頻道      | 703                    |
| 253                    | Discovery高清頻道         | 711                    |
| 254                    | 旅遊生活高清頻道          | 712                    |
| 257                    | EVE高清頻道               | 713                    |
| 255                    | 動物星球高清頻道          | 714                    |
| 258                    | Discovery科學高清頻道     | 715                    |
| 259                    | DMAX高清頻道              | 716                    |
| 54                     | 旅遊生活頻道              | 755                    |

| 2018年5月8日早上6時起 | 2018年5月8日早上6時起 | 2018年5月8日早上6時起 |
| 舊台號                | 頻道名稱              | 新台號                |
| --------------------- | --------------------- | --------------------- |
| （1XX）新聞           |                       |                       |
| 110                   | 重點新聞台            | 107                   |
| 208                   | 財經資訊台（高清）    | 108                   |
| 209                   | 新聞台（高清）        | 109                   |
| 70                    | 中央電視台新聞頻道    | 111                   |
| 73                    | 東森亞洲新聞台        | 114                   |
| 76                    | 亞洲新聞台            | 130                   |
| 67                    | Russia Today          | 131                   |
| 151                   | DW-TV 亞洲頻道        | 140                   |
| （2XX）電影           |                       |                       |
| 241                   | 高清電影1台           | 201                   |
| 42                    | 電影2台               | 202                   |
| 245                   | 高清私人影院          | 218                   |
| （3XX）娛樂           |                       |                       |
| 17                    | 東森亞洲衛視          | 331                   |
| 134                   | JET TV                | 335                   |
| 95                    | 中央電視台戲曲頻道    | 340                   |
| 155                   | RTPi                  | 350                   |
| 33                    | Fashion TV            | 375                   |
| 20                    | 鳳凰衛視中文台        | 376                   |
| （7XX）紀實           |                       |                       |
| 50                    | 國家地理野生頻道      | 751                   |
| 55                    | 動物星球頻道          | 757                   |

| 2018年5月24日早上6時起 | 2018年5月24日早上6時起 | 2018年5月24日早上6時起 |
| 舊台號                 | 頻道名稱               | 新台號                 |
| ---------------------- | ---------------------- | ---------------------- |
| （1XX）新聞            |                        |                        |
| 69                     | CNN HLN News           | 125                    |
| 8                      | 財經資訊台             | 151                    |
| 9                      | 新聞台                 | 152                    |
| 10                     | 直播新聞台             | 153                    |
| 79                     | 鳳凰衛視資訊台         | 154                    |
| （2XX）電影            |                        |                        |
| 47                     | TCM                    | 220                    |
| 41                     | 電影一台               | 251                    |
| 43                     | HMC                    | 252                    |
| （3XX）娛樂            |                        |                        |
| 12                     | 娛樂台                 | 371                    |
| 22                     | AXN                    | 373                    |
| （5XX）兒童            |                        |                        |
| 16                     | 卡通頻道               | 511                    |
| （6XX）體育            |                        |                        |
| 18                     | 有線18台               | 618                    |
| （7XX）紀實            |                        |                        |
| 52                     | 國家地理頻道           | 752                    |
| 53                     | Discovery Channel      | 754                    |

| 2018年6月5日早上6時起 | 2018年6月5日早上6時起 | 2018年6月5日早上6時起 |
| 舊台號                | 頻道名稱              | 新台號                |
| --------------------- | --------------------- | --------------------- |
| （2XX）電影           |                       |                       |
| 45                    | 私人影院              | 253                   |

| 2018年9月1日早上6時起 | 2018年9月1日早上6時起 | 2018年9月1日早上6時起 |
| 舊台號                | 頻道名稱              | 新台號                |
| --------------------- | --------------------- | --------------------- |
| （3XX）娛樂           |                       |                       |
| 26                    | 深圳電視台            | 336                   |

| 2019年1月12日早上6時起 | 2019年1月12日早上6時起 | 2019年1月12日早上6時起 |
| 舊台號                 | 頻道名稱               | 新台號                 |
| ---------------------- | ---------------------- | ---------------------- |
| （3XX）娛樂            |                        |                        |
| 38                     | 湖北衛視               | 337                    |

| 2019年2月15日早上6時起 | 2019年2月15日早上6時起 | 2019年2月15日早上6時起 |
| 舊台號                 | 頻道名稱               | 新台號                 |
| ---------------------- | ---------------------- | ---------------------- |
| （1XX）新聞            |                        |                        |
| 128                    | Bloomberg TV           | 155                    |

| 2019年3月19日早上6時起 | 2019年3月19日早上6時起 | 2019年3月19日早上6時起 |
| 舊台號                 | 頻道名稱               | 新台號                 |
| ---------------------- | ---------------------- | ---------------------- |
| （3XX）娛樂            |                        |                        |
| 29                     | 珠江頻道               | 305                    |
| 35                     | 浙江衛視               | 335                    |

| 2019年5月9日早上6時起 | 2019年5月9日早上6時起 | 2019年5月9日早上6時起 |
| 舊台號                | 頻道名稱              | 新台號                |
| --------------------- | --------------------- | --------------------- |
| （3XX）娛樂           |                       |                       |
| 21                    | 東方衛視國際頻道      | 334                   |

| 2020年12月9日早上6時起 | 2020年12月9日早上6時起 | 2020年12月9日早上6時起 |
| 舊台號                 | 頻道名稱               | 新台號                 |
| ---------------------- | ---------------------- | ---------------------- |
| （3XX）娛樂            |                        |                        |
| 336                    | 深圳電視台             | 335                    |

| 2022年11月14日早上6時起 | 2022年11月14日早上6時起 | 2022年11月14日早上6時起 |
| 舊台號                  | 頻道名稱                | 新台號                  |
| ----------------------- | ----------------------- | ----------------------- |
| （1-9）資訊             |                         |                         |
| 2                       | 香港國際財經台（高清）  | 3                       |
| 3                       | HOY TV                  | 5                       |
| 5                       | 香港國際財經台          | 7                       |

| 頻道更名        | 頻道更名 | 頻道更名               | 頻道更名                        |
| 更名日期        | 台號     | 更名前頻道名稱         | 更名後頻道名稱                  |
| --------------- | -------- | ---------------------- | ------------------------------- |
| （6XX）體育     |          |                        |                                 |
| 2018年6月1日    | 621      | Sports Illustrated 1   | ASN                             |
| （2XX）電影     |          |                        |                                 |
| 2018年6月13日   | 202      | 電影二台               | 有線經典電影台                  |
| （3XX）娛樂     |          |                        |                                 |
| 2018年7月1日    | 326      | Australia Plus TV      | ABC Australia                   |
| （1-9）資訊     |          |                        |                                 |
| 2018年10月27日  | 1        | 奇妙電視中文台（高清） | 香港開電視（高清）              |
| 2018年10月27日  | 3        | 奇妙電視中文台         | 香港開電視                      |
| （6XX）體育     |          |                        |                                 |
| 2019年12月3日   | 602/662  | 體育2台／高清體育2台   | Sports Plus 1／Sports Plus 1 HD |
| 2019年12月3日   | 604      | 球彩台                 | Sports Plus 2 HD                |
| 2019年12月3日   | 605      | Sports Plus            | Sports Plus 3 HD                |
| （3XX）娛樂     |          |                        |                                 |
| 2021年9月1日    | 317      | BLUE ANT綜藝娛樂 HD    | ROCK綜藝娛樂 HD                 |
| 2021年9月1日    | 318      | BLUE ANT超極娛樂 HD    | ROCK超極娛樂 HD                 |
| 2021年9月1日    | 378      | BLUE ANT綜藝娛樂       | ROCK綜藝娛樂                    |
| （1-9）資訊     |          |                        |                                 |
| 2022年10月18日  | 1        | 香港開電視（高清）     | HOY TV（高清）                  |
| 2022年10月18日  | 3        | 香港開電視             | HOY TV                          |
| （1XX）新聞財經 |          |                        |                                 |
| 2023年4月3日    | 122      | BBC World News         | BBC News                        |

| 頻道合併                 | 頻道合併 | 頻道合併           | 頻道合併       |
| 更名日期                 | 台號     | 更名前頻道名稱     | 更名後頻道名稱 |
| ------------------------ | -------- | ------------------ | -------------- |
| （2XX）電影              |          |                    |                |
| 2019年12月3日            | 201/251  | 高清電影一台       | 有線電影台     |
| 2019年12月3日            | 202      | 有線經典電影台     | 有線電影台     |
| 2019年12月3日            | 217/252  | HMC／高清HMC       | 有線電影台     |
| （1-9）資訊、（3XX）娛樂 |          |                    |                |
| 2019年12月3日            | 4        | 有線第1台          | 有線綜合娛樂台 |
| 2019年12月3日            | 301/371  | 娛樂台／高清娛樂台 | 有線綜合娛樂台 |
| 2019年12月3日            | 302/372  | 劇集台／高清劇集台 | 有線綜合娛樂台 |

## 外部連結
- 有線寬頻官方網站 （页面存档备份，存于）
- 有線寬頻 YouTube Channel （页面存档备份，存于）
- http://www.cabletv.com.hk/ct/ （页面存档备份，存于）